# Политехник-92
«Политехник-92» — российский футбольный клуб из Барнаула. Основан в 1990 году.
В 1990 и 1991 годах команда под названием «Политехник» участвовала в первенствах страны среди коллективов физической культуры за два сезона провела 33 матча (+9=8-16, мячи 29-49). Кроме того, в 1990 году участвовала в турнире «Футбол России», где провела 6 матчей (+1=0-5, мячи 7-19).
В 1992—1994 выступала в первенствах России среди команд 2-й лиги под названием «Политехник-92». После сезона 1994 года (худший результат — 12-е, последнее место в зоне «Сибирь») в первенствах России участия не принимала. За время, проведенное в первенствах страны, «Политехник-92» сыграл 70 матчей (+18=14-38, мячи 74-98). В 1992 году барнаульцы одержали самую крупную победу — со счетом 9:1 над «Нефтяником» Урай, а также потерпели самое крупное поражение — 0:6 от «Зари» Ленинск-Кузнецкий.

## Названия команды
- 1990—1991 — «Политехник»
- 1992—1994 — «Политехник-92»

## Достижения
- 2-е место в финальном турнире КФК зоны «Сибирь»: 1990.
- 3-е место в 7-й зоне 2-й лиги: 1993.

## Статистика выступлений в первенствах России
| Сезон | Наименование турнира    | Место    | Игры | Выигрыши | Ничьи | Поражения | Мячи  | Очки |
| ----- | ----------------------- | -------- | ---- | -------- | ----- | --------- | ----- | ---- |
| 1992  | 2-я лига, 6-я зона      | 10 из 12 | 24   | 5        | 6     | 13        | 32-39 | 16   |
| 1993  | 2-я лига, 7-я зона      | 3 из 13  | 24   | 11       | 3     | 6         | 31-24 | 27   |
| 1994  | 2-я лига, зона «Сибирь» | 12 из 12 | 22   | 2        | 3     | 17        | 11-35 | 9    |

## Выступление в Кубке России
В Кубке России команда сыграла лишь в одном розыгрыше (1994/95): в первом раунде (1/256 финала) 8 мая 1994 года уступила барнаульскому «Динамо» — 0:2.

## Статистика выступлений в турнирах КФК
| Сезон | Наименование турнира                    | Место   | Игры | Выигрыши | Ничьи | Поражения | Мячи  | Очки |
| ----- | --------------------------------------- | ------- | ---- | -------- | ----- | --------- | ----- | ---- |
| 1990  | КФК, 2-я зона («Сибирь»), 1-я подгруппа | 3 из7   | 12   | 4        | 4     | 4         | 14-16 | 12   |
| 1990  | КФК, Финальный турнир                   | 2 из 4  | 3    | 2        | 0     | 1         | 3-2   | 4    |
| 1991  | КФК, зона «Сибирь», 2-я группа          | 9 из 10 | 18   | 3        | 4     | 11        | 12-31 | 10   |

### Выступление на турнире «Футбол России»
| Сезон | Наименование турнира         | Место  | Игры | Выигрыши | Ничьи | Поражения | Мячи | Очки |
| ----- | ---------------------------- | ------ | ---- | -------- | ----- | --------- | ---- | ---- |
| 1990  | Групповой турнир, группа «В» | 2 из 3 | 2    | 1        | 0     | 1         | 3-5  | 2    |
| 1990  | за 1-6 места                 | 6 из 6 | 4*   | 0        | 0     | 4         | 4-14 | 0    |

* Примечание. Показатели этапа за 1-6 места: 5:0=0-5, 4-17 (в зачёт шла игра группового турнира с «Торпедо» Мытищи — 0:3).